# Ocaria clepsydra
Ocaria clepsydra is een vlinder uit de familie van de Lycaenidae. De wetenschappelijke naam van de soort werd als Thecla clepsydra gepubliceerd in 1907 door Hamilton Herbert Druce.

## Synoniemen
- Radissima torresi Le Crom & Johnson, 1993